# وار ماشين
وار ماشين هو بطل خارق في مارفل كومكس،في 2012 صنفته موقع آي جي إن في المرتبة 31 في قائمة أفضل 50 أفنجرز.